# Pyramica rostrataeformis
Pyramica rostrataeformis är en myrart som först beskrevs av Brown 1949.  Pyramica rostrataeformis ingår i släktet Pyramica och familjen myror. Inga underarter finns listade i Catalogue of Life.